# SOS från törstens hav
SOS från törstens hav (engelska: A Fall of Moondust) är en science fiction-roman från år 1961 av Arthur C Clarke. (Den första översättningen hette SOS från månen)

## Handling

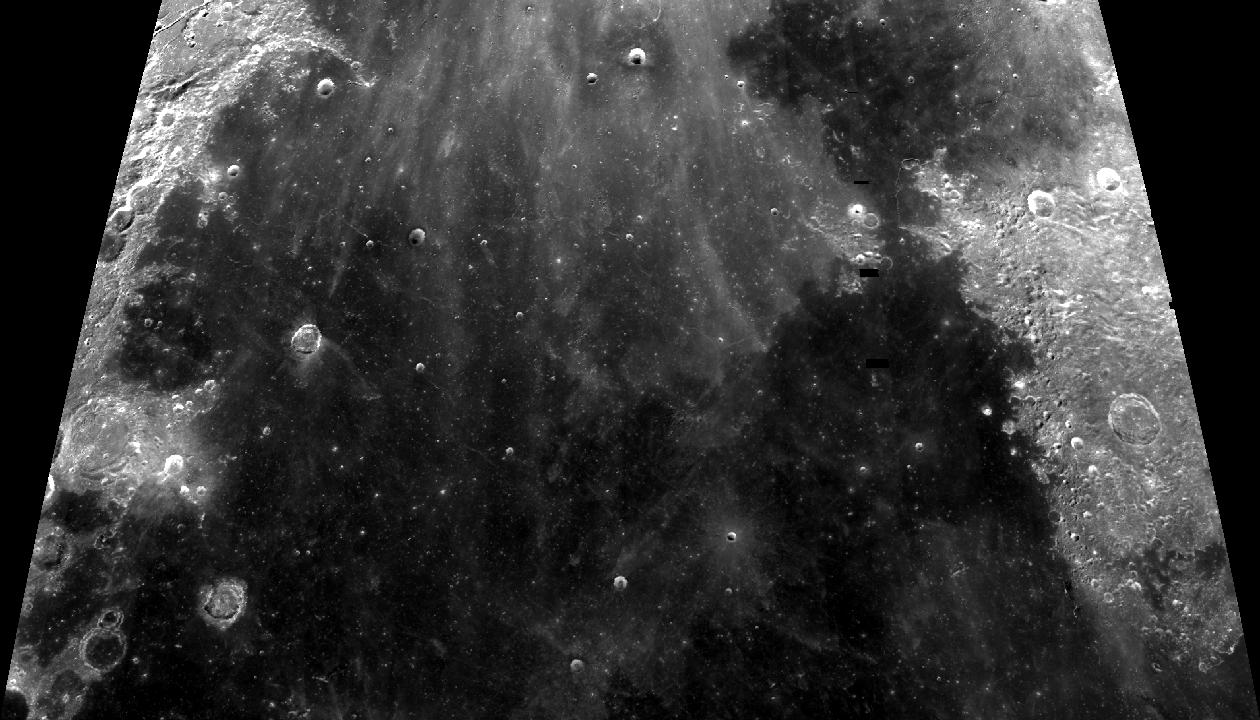
Sinus Roris, där Törstens hav finns i romanen.

Berättelsen handlar om ett turistsällskap på månen som råkar ut för en olycka med sitt fordon, som kallas stoftkryssare i "Törstens hav" vid Sinus Roris. Det inträffar en lätt "månbävning" och de sjunker ner i ett slags lättflytande finfördelat stoft som beter sig som  kvicksand. De fastnar på sju meters djup och blir räddade sedan vissa tekniska problem hastigt måst lösas.